# UFC Fight Night: Ян vs. Фигейреду
UFC Fight Night: Yan vs. Figueiredo (также известный как UFC Fight Night 248 и UFC on ESPN+ 106) — турнир по смешанным единоборствам, организованный Ultimate Fighting Championship, который был проведён 23 ноября 2024 года на спортивной арене "Galaxy Macau" в специальном административном районе Макао, Китай.

## Подготовка турнира
Это мероприятие станет четвертым визитом организации в Макао после того, как в предыдущий раз в августе 2014 года здесь был проведён турнир UFC Fight Night: Биспинг vs. Ли.

### Главные события турнира
В качестве заглавного события запланирован бой в легчайшем весе, в котором должны встретиться бывший чемпион UFC в легчайшем весе россиянин Пётр Ян (#3 в рейтинге) и бывший двукратный чемпион UFC в наилегчайшем весе бразилец Дейвисон Фигейреду (#5 в рейтинге).
| Заглавное событие - Легчайший вес | Заглавное событие - Легчайший вес | Заглавное событие - Легчайший вес |
| --- | --- | --------------------------------- |
| Пётр Ян | | Дейвисон Фигейреду                |
| ПЁТР ЕВГЕНЬЕВИЧ ЯН "No Mercy" (Беспощадный) 31 год (11.02.1993) Рост 169 см, размах рук 170 см, вес 61,5 кг Гражданство: Происхождение: Место рождения: Дудинка, Красноярский край, Россия Представляет: Екатеринбург, Сведловская область, Россия "Архангел Михаил" / "Tiger Muay Thai" / "American Top Team" Дебют в UFC - 23.06.2018 (с рекордом 8-1) Бонусы "Fight of the Night" (3) / "Perfomance of the Night" (1) Временный чемпион UFC в легчайшем весе (10.2021-04.2022) Чемпион UFC в легчайшем весе (07.2020-03.2021, защиты 0/1) Чемпион Absolute Championship Berkut в легчайшем весе (2017, защиты 1/1) | DEIVESON ALCÂNTARA FIGUEIREDO "Deus da Guerra" (Бог войны) 36 лет (18.12.1987) Рост 165 см, размах рук 173 см, вес 61,2 кг Гражданство: Происхождение: Место рождения: Сори, Пара, Бразилия Представляет: Сори, Пара, Бразилия "Fight Ready" / "Chute Boxe Diego Lima" Дебют в UFC - 03.06.2017 (с рекордом 11-0) Бонусы "Fight of the Night" (3) / "Perfomance of the Night" (1) Двукратный чемпион UFC в наилегчайшем весе (01.2022-01.2023, защиты 0/1) Чемпион UFC в наилегчайшем весе (07.2020-06.2021, защиты 2/3) |                                   |
| Последние бои: 09.02.2024, Сун Ядун (#7), UDEC 11.03.2023, Мераб Двалишвили (#3), UDEC 22.10.2022, Шон О`Мэлли (#11), SDEC 09.04.2022, Алджамейн Стерлинг (ч), SDEC 30.10.2021, Кори Сэндхэген (#3), UDEC | Последние бои: UDEC, Марлон Вера (#4), 03.08.2024 SUB2, Коди Гарбрандт, 13.04.2024 UDEC, Роб Фонт (#8), 02.12.2023 TKO3, Брэндон Морено (#1, наилегч. вес), 21.01.2023 UDEC, Брэндон Морено (ч, наилегч. вес), 22.01.2022 |                                   |

Ожидается, что на этом мероприятии также пройдут четыре финала третьего сезона шоу "Road to UFC" (азиатский аналог шоу The Ultimate Figther).

### Анонсированные бои
| Бой | Весовая категория     | Участники боёв и их статистика перед боем (рекорд ММА / рекорд UFC / серия) | Участники боёв и их статистика перед боем (рекорд ММА / рекорд UFC / серия) | Участники боёв и их статистика перед боем (рекорд ММА / рекорд UFC / серия) | Участники боёв и их статистика перед боем (рекорд ММА / рекорд UFC / серия) | Участники боёв и их статистика перед боем (рекорд ММА / рекорд UFC / серия) | Участники боёв и их статистика перед боем (рекорд ММА / рекорд UFC / серия) | Участники боёв и их статистика перед боем (рекорд ММА / рекорд UFC / серия) | Участники боёв и их статистика перед боем (рекорд ММА / рекорд UFC / серия) | Участники боёв и их статистика перед боем (рекорд ММА / рекорд UFC / серия) | Участники боёв и их статистика перед боем (рекорд ММА / рекорд UFC / серия) | Участники боёв и их статистика перед боем (рекорд ММА / рекорд UFC / серия) | Участники боёв и их статистика перед боем (рекорд ММА / рекорд UFC / серия) |
|     |                       | Главный кард (Main Card, ESPN+)                                             |                                                                             |                                                                             |                                                                             |                                                                             |                                                                             |                                                                             |                                                                             |                                                                             |                                                                             |                                                                             |                                                                             |
| 1   | Легчайший вес         | Пëтр Ян (Petr Yan)                                                          | #3, exЧ, exВЧ                                                               | 17-5                                                                        | 9-4                                                                         | +1                                                                          | vs.                                                                         | Дейвисон Фигейреду (Deiveson Figueiredo)                                    | #5, exЧ*                                                                    | 24-3-1                                                                      | 13-3-1                                                                      | +3                                                                          | [ 4 ]                                                                       |
| 2   | Жен. минимальный вес  | Янь Сяонань (Yan Xiaonan)                                                   | #2 (1), exП                                                                 | 18-4 (1)                                                                    | 8-3                                                                         | -1                                                                          | vs.                                                                         | Табата Риччи (Tabatha Ricci)                                                | #10 (9)                                                                     | 11-2                                                                        | 6-2                                                                         | +2                                                                          | [ 5 ]                                                                       |
| 3   | Полусредний вес       | Сун Кэнань (Song Kenan)                                                     |                                                                             | 22-8                                                                        | 6-4                                                                         | +1                                                                          | vs.                                                                         | Муслим Салихов (Muslim Salikhov)                                            | exT(14)                                                                     | 20-5                                                                        | 7-4                                                                         | +1                                                                          | [ 6 ]                                                                       |
| 4   | Жен. наилегчайший вес | Ван Цун (Wang Cong)                                                         | R2U                                                                         | 6-0                                                                         | 1-0                                                                         | +6                                                                          | vs.                                                                         | Габриэлла Фернандис (Gabriella Fernandes)                                   |                                                                             | 9-3                                                                         | 1-2                                                                         | +1                                                                          | [ 7 ]                                                                       |
| 5   | Полутяжелый вес       | Волкан Оздемир (Volkan Özdemir)                                             | #6 (2), exП                                                                 | 20-7                                                                        | 8-6                                                                         | +2                                                                          | vs.                                                                         | Карлос Ульберг (Carlos Ulberg)                                              | #10, CS                                                                     | 10-1                                                                        | 6-1                                                                         | +6                                                                          | [ 8 ]                                                                       |
| 6   | Полутяжелый вес       | Чжан Минъян (Zhang Mingyang)                                                | R2U                                                                         | 17-6                                                                        | 1-0                                                                         | +8                                                                          | vs.                                                                         | Оззи Диас (Ozzy Diaz)                                                       | д                                                                           | 7-2                                                                         | -                                                                           | +2                                                                          | [ 9 ]                                                                       |
|     |                       | Предварительный кард (Prelims, ESPN+)                                       |                                                                             |                                                                             |                                                                             |                                                                             |                                                                             |                                                                             |                                                                             |                                                                             |                                                                             |                                                                             |                                                                             |
| 7   | Легчайший вес         | Баэргэн Цзелэисы (Baergeng Jieleyisi)                                       | д, R2U                                                                      | 18-5                                                                        | -                                                                           | +4                                                                          | vs.                                                                         | Ю Су-ён (Su Young You)                                                      | д, R2U                                                                      | 13-3 (2)                                                                    | -                                                                           | +2                                                                          | [ 10 ]                                                                      |
| 8   | Наилегчайший вес      | Киру Сахота (Kiru Sahota)                                                   | д, R2U                                                                      | 12-2                                                                        | -                                                                           | +3                                                                          | vs.                                                                         | Чхве Дон-хун (Dong Hun Choi)                                                | д, R2U                                                                      | 8-0                                                                         | -                                                                           | +8                                                                          | [ 11 ]                                                                      |
| 9   | Жен. минимальный вес  | Ши Мин (Shi Ming)                                                           | д, R2U                                                                      | 16-5                                                                        | -                                                                           | +4                                                                          | vs.                                                                         | Фэн Сяоцань (Feng Xiaocan)                                                  | д, R2U                                                                      | 10-2                                                                        | -                                                                           | +8                                                                          | [ 12 ]                                                                      |
| 10  | Наилегчайший вес      | Нямжаргал Тумэндэмбэрэл (Nyamjargal Tumendemberel)                          | д, R2U                                                                      | 8-0                                                                         | -                                                                           | +8                                                                          | vs.                                                                         | Карлос Эрнандес (Carlos Hernandez)                                          | CS                                                                          | 9-4                                                                         | 2-3                                                                         | -2                                                                          | [ 13 ]                                                                      |
| 11  | Наилегчайший вес      | Лонэ Кавана (Lone'er Kavanagh)                                              | д, CS                                                                       | 7-0                                                                         | -                                                                           | +7                                                                          | vs.                                                                         | Хосе Очоа (Jose Ochoa)                                                      | д                                                                           | 7-0 (1)                                                                     | -                                                                           | +7                                                                          | [ 14 ]                                                                      |
| 12  | Легчайший вес         | Сяо Лун (Xiao Long)                                                         | R2U, CS                                                                     | 26-0                                                                        | 0-1                                                                         | -1                                                                          | vs.                                                                         | Ле Куанг (Quang Le)                                                         |                                                                             | 8-1                                                                         | 0-1                                                                         | -1                                                                          | [ 15 ]                                                                      |
| 13  | Лёгкий вес            | Хайисаер Махешат (Hayisaer Maheshate)                                       | CS                                                                          | 10-3                                                                        | 2-2                                                                         | +1                                                                          | vs.                                                                         | Николас Мотта (Nikolas Motta)                                               | CS                                                                          | 14-5 (1)                                                                    | 2-2 (1)                                                                     | +1                                                                          | [ 16 ]                                                                      |
|     |                       | Отменённые бои                                                              |                                                                             |                                                                             |                                                                             |                                                                             |                                                                             |                                                                             |                                                                             |                                                                             |                                                                             |                                                                             |                                                                             |
|     | Полулёгкий вес        | Се Бинь (Xie Bin)                                                           | д, R2U                                                                      | 13-4                                                                        | -                                                                           | +5                                                                          | vs.                                                                         | Чжу Канцзе (Zhu Kangjie)▼                                                   | д, R2U                                                                      | 20-4                                                                        | -                                                                           | +4                                                                          | [ 17 ]                                                                      |

Условные обозначения: #5 (1) — текущее (лучшее) место бойца в рейтинге, exЧ(В) — бывший чемпион (временный), exП(В) — бывший претендент на титул чемпиона (временного), exТ(3) — боец входил в рейтинг Топ-15 (лучшее место в рейтинге), д — дебютант, CS — боец участвовал в Претендентской серии Дэйны Уайта, RTU — боец участвовал в шоу Road To UFC, TUF — боец участвовал в шоу The Ultimate Fighter, TUF(W/F) — боец являлся победителем/финалистом The Ultimate Fighter, WEC/SF — боец выступал в WEC или Strikeforce до объединения этих организаций с UFC.

## Церемония взвешивания
Результаты официальной церемонии взвешивания бойцов перед турниром.
| Весовая категория и допустимый лимит в фунтах | Весовая категория и допустимый лимит в фунтах | Участники боёв и их вес в фунтах | Участники боёв и их вес в фунтах | Участники боёв и их вес в фунтах | Участники боёв и их вес в фунтах |
| --------------------------------------------- | --------------------------------------------- | -------------------------------- | -------------------------------- | -------------------------------- | -------------------------------- |
| Легчайший вес                                 | 135 (+1)                                      | Пëтр Ян                          | 135,5                            | Дейвисон Фигейреду               | 135                              |
| Минимальный вес (женщины)                     | 115 (+1)                                      | Янь Сяонань                      | 116                              | Табата Риччи                     | 115,5                            |
| Полусредний вес                               | 170 (+1)                                      | Сун Кэнань                       | 171                              | Муслим Салихов                   | 170,5                            |
| Наилегчайший вес (женщины)                    | 125 (+1)                                      | Ван Цун                          | 126                              | Габриэлла Фернандис              | 126                              |
| Полутяжелый вес                               | 205 (+1)                                      | Волкан Оздемир                   | 206                              | Карлос Ульберг                   | 205,5                            |
| Полутяжелый вес                               | 205 (+1)                                      | Чжан Минъян                      | 205                              | Оззи Диас                        | 205                              |
| Легчайший вес                                 | 135 (+1)                                      | Баэргэн Цзелэисы                 | 135                              | Ю Су-ён                          | 135,5                            |
| Наилегчайший вес                              | 125 (+1)                                      | Киру Сахота                      | 125                              | Чхве Дон-хун                     | 125,5                            |
| Минимальный вес (женщины)                     | 115 (+1)                                      | Ши Мин                           | 115,5                            | Фэн Сяоцань                      | 115                              |
| Наилегчайший вес                              | 125 (+1)                                      | Нямжаргал Тумэндэмбэрэл          | 125,5                            | Карлос Эрнандес                  | 125,5                            |
| Наилегчайший вес                              | 125 (+1)                                      | Лонэ Кавана                      | 126                              | Хосе Очоа                        | 125                              |
| Легчайший вес                                 | 135 (+1)                                      | Сяо Лун                          | 135                              | Ле Куанг                         | 136                              |
| Лёгкий вес                                    | 155 (+1)                                      | Хайисаер Махешат                 | 155,5                            | Николас Мотта                    | 155                              |

Все участники турнира показали вес в лимитах своих весовых категорий.

## Результаты турнира
В главном бою вечера Пётр Ян победил Дейвисона Фигейреду единогласным решением судей.
| Статистика поединка: | Статистика поединка: | Статистика поединка:                          | Статистика поединка:                          | Статистика поединка: | Статистика поединка: | Статистика поединка: | Статистика поединка: | Статистика поединка: | Статистика поединка: | Статистика поединка: | Статистика поединка: | Статистика поединка: | Статистика поединка: | Статистика поединка: | Статистика поединка: | Статистика поединка: | Статистика поединка: | Статистика поединка: |
| Участник             | Нокдауны             | Акцентрованные удары (по цели/всего/точность) | Акцентрованные удары (по цели/всего/точность) | По раундам           | По раундам           | По раундам           | По раундам           | По раундам           | По цели              | По цели              | По цели              | По позиции           | По позиции           | По позиции           | Тейкдауны            | Тейкдауны            | Контроль             | Попытка приема       |
| Участник             | Нокдауны             | Акцентрованные удары (по цели/всего/точность) | Акцентрованные удары (по цели/всего/точность) | 1Р                   | 2Р                   | 3Р                   | 4Р                   | 5Р                   | Голова               | Корпус               | Ноги                 | Дистанция            | Клинч                | Партер               | Тейкдауны            | Тейкдауны            | Контроль             | Попытка приема       |
| -------------------- | -------------------- | --------------------------------------------- | --------------------------------------------- | -------------------- | -------------------- | -------------------- | -------------------- | -------------------- | -------------------- | -------------------- | -------------------- | -------------------- | -------------------- | -------------------- | -------------------- | -------------------- | -------------------- | -------------------- |
| Пётр Ян              | 0                    | 121/193                                       | 62 %                                          | 6/6                  | 32/49                | 21/36                | 25/40                | 37/62                | 78/142               | 18/21                | 25/30                | 103/172              | 13/15                | 5/6                  | 1/4                  | 25 %                 | 3:21                 | 0                    |
| Дейвисон Фигейреду   | 0                    | 53/119                                        | 44 %                                          | 1/1                  | 10/30                | 13/25                | 14/30                | 15/33                | 23/75                | 24/36                | 6/8                  | 49/112               | 4/7                  | 0/0                  | 2/8                  | 25 %                 | 3:00                 | 0                    |

| Бой    | Весовая категория     | Результат боя        | Результат боя       | Результат боя | Результат боя | Результат боя | Результат боя           | Результат боя | Способ победы                                          | Раунд | Время | Рефери в ринге |
|        |                       | Главный кард         |                     |               |               |               |                         |               |                                                        |       |       |                |
| Бой 13 | Легчайший вес         |                      | Пётр Ян             | #3            | поб.          |               | Дейвисон Фигейреду      | #5            | Единогласное решение (50-45, 50-45, 50-45)             | 5     | 5:00  | Майк Белтран   |
| Бой 12 | Жен. минимальный вес  |                      | Янь Сяонань         | #2            | поб.          |               | Табата Риччи            | #10           | Единогласное решение (30-27, 30-27, 30-27)             | 3     | 5:00  | Марк Годдард   |
| Бой 11 | Полусредний вес       |                      | Муслим Салихов      |               | поб.          |               | Сун Кэнань              |               | Нокаут (удар ногой с разворота в голову)               | 1     | 3:49  | Марк Крейг     |
| Бой 10 | Жен. наилегчайший вес |                      | Габриэлла Фернандис |               | поб.          |               | Ван Цун                 |               | Техническая сдача, удушающий приём (удушение сзади)    | 2     | 3:49  | Марк Годдард   |
| Бой 9  | Полутяжелый вес       |                      | Карлос Ульберг      | #10           | поб.          |               | Волкан Оздемир          | #6            | Единогласное решение (30-27, 30-27, 29-28)             | 3     | 5:00  | Майк Белтран   |
| Бой 8  | Полутяжелый вес       |                      | Чжан Минъян         |               | поб.          |               | Оззи Диас               | д             | Технический нокаут (удар локтем навстречу и добивание) | 1     | 2:25  | Кевин Сатаки   |
|        |                       | Предварительный кард |                     |               |               |               |                         |               |                                                        |       |       |                |
| Бой 7  | Легчайший вес         |                      | Ю Су-ён             | д             | поб.          |               | Баэргэн Цзелэисы        | д             | Единогласное решение (30-27, 30-27, 29-28)             | 3     | 5:00  | Майк Белтран   |
| Бой 6  | Наилегчайший вес      |                      | Чхве Дон-хун        | д             | поб.          |               | Киру Сахота             | д             | Нокаут (оверхэнд справа)                               | 1     | 2:36  | Марк Крейг     |
| Бой 5  | Жен. минимальный вес  |                      | Ши Мин              | д             | поб.          |               | Фэн Сяоцань             | д             | Нокаут (удар ногой в голову)                           | 3     | 0:46  | Кевин Сатаки   |
| Бой 4  | Наилегчайший вес      |                      | Карлос Эрнандес     |               | поб.          |               | Нямжаргал Тумэндэмбэрэл | д             | Раздельное решение (29-28, 28-29, 29-28)               | 3     | 5:00  | Марк Годдард   |
| Бой 3  | Наилегчайший вес      |                      | Лонэ Кавана         | д             | поб.          |               | Хосе Очоа               | д             | Единогласное решение (30-27, 29-28, 29-28)             | 3     | 5:00  | Марк Крейг     |
| Бой 2  | Легчайший вес         |                      | Сяо Лун             |               | поб.          |               | Ле Куанг                |               | Нокаут (хук справа и добивание хаммерфистами)          | 3     | 1:28  | Майк Белтран   |
| Бой 1  | Лёгкий вес            |                      | Николас Мотта       |               | поб.          |               | Хайисаер Махешат        |               | Единогласное решение (30-27, 30-27, 30-27)             | 3     | 5:00  | Кевин Сатаки   |

Официальные судейские карточки турнира.

## Награды
Следующие бойцы были удостоены денежного бонуса в размере $50,000:
- Лучший бой вечера: не присуждался
- Выступление вечера: Муслим Салихов, Габриэлла Фернандис, Чжан Минъян и Ши Мин